# فاضل عباس الكعبي
فاضل عباس الكعبي (1955) شاعر وكاتب عراقي. ولد في المحمودية بمحافظة بغداد. يعمل في الصحافة منذ عام 1978 وبرز في أدب أطفال. رئيس رابطة أدب الأطفال في العراق، وعضو اتحاد الأدباء في العراق، ونقابة الصحفيين العراقيين. من دواوينه الشعرية أنتِ بمنزلة الشعر منّي 1993 وثلاث مجموعات للأطفال جنة عصفور 1982 وبراعم الثورة 1984 وأجنحة وبساتين 1922. وله مجموعات قصصية للأطفال منهم الشجرة التي ابتسمت وكتاب مذكّرات بعنوان أوراق الجحيم.

## سيرته
ولد فاضل عباس علي الكعبي سنة 1375 هـ/ 1955 م في المحمودية من محافظة بغداد. يعمل بالصحافة منذ عام 1978. هو رئيس رابطة أدب الأطفال في العراق، وعضو اتحاد الأدباء في العراق، ونقابة الصحفيين العراقيين، واتحاد الصحفيين العرب، ومنظمة الصحفيين العالمية، وأحد مؤسسي الجمعية العراقية لدعم الطفولة. متخصص بثقافة وأدب الأطفال. نشرت له قصائد في الكثير من المجلات والصحف العربية والعالمية، وفي دواوين شعرية مشتركة. أعد بعض البرامج الإذاعية والتلفزيونية في العراق.
حصل على وسام الصحافة الذهبي، وعلى العديد من الجوائز والشهادات التقديرية في الأدب والصحافة.

## مؤلفاته
من دواوينه الشعرية:
- أنتِ بمنزلة الشعر مني، 1993
- ما تم الوقوف عليه
- هي ومن معها
- نصوص الجسد

من مجموعاته الشعرية للأطفال:
- جنة عصفور، 1982
- براعم الثورة، 1984
- أجنحة وبساتين، 1992

من مجموعاته القصصية للأطفال:
- الشجرة التي ابتسمت، 1982

من رواياته:
- ساتر المصير[3]

من مؤلفاته في دراساته:
- قصائد تحلق بالطفولة، 1994
- هكذا نؤسس البقاء، 1996
- أوراق الحجيم، مذاكرات داخل الأسْر
- المداخل التربوية ومرتكزات التجانس المعرفي في ثقافة الأطفال، 1999
- كيف نقرا ادب الأطفال: دراسة ونصوص شعرية وقصصية ومسرحية ، 2012
- الكيان الثقافي للطفل، 2012
- دراما الطفل، 2014
- الطفل بين التربية والثقافة، 2019[4]

## وصلات خارجية
- في موقع أرشيف المجلات